# Jan de Vries (lekkoatleta)
Jan Cornelis de Vries (ur. 2 marca 1896 w Zwolle, zm. 19 kwietnia 1939 w Hadze) – holenderski lekkoatleta (sprinter), medalista olimpijski z 1924, również piłkarz.
Wystąpił na igrzyskach olimpijskich w 1920 w Antwerpii, gdzie odpadł w przedbiegach zarówno biegu na 100 metrów, jak i sztafety 4 × 100 metrów (w składzie: Albert Heijnneman, De Vries, Harry van Rappard i Cor Wezepoel). Na tych samych igrzyskach był w składzie reprezentacji Holandii w piłce nożnej, ale nie zagrał w żadnym meczu.
Swój największy sukces odniósł na igrzyskach olimpijskich w 1924 w Paryżu, gdzie zdobył brązowy medal w sztafecie 4 × 100 metrów (w składzie: Jaap Boot, Harry Broos, De Vries i Rinus van den Berge). Sztafeta ta wyrównała rekord świata w biegu eliminacyjnym czasem 42,0 s, ale w finale pomimo jeszcze lepszego rezultatu 41,8 s uległa drużynom Stanów Zjednoczonych i Wielkiej Brytanii. De Vries startował na tych igrzyskach również w biegu na 200 metrów, ale odpadł w eliminacjach.
W 1920 był mistrzem Holandii w biegu na 100 metrów.